# Sifnos
Sifnos (griego, Σίφνος) es una pequeña isla griega del mar Egeo, perteneciente al archipiélago de las Cícladas. Desde la Antigüedad era habitada una ciudad en la isla que tenía su mismo nombre. Actualmente su ciudad principal se llama Apolonia.

## Geografía

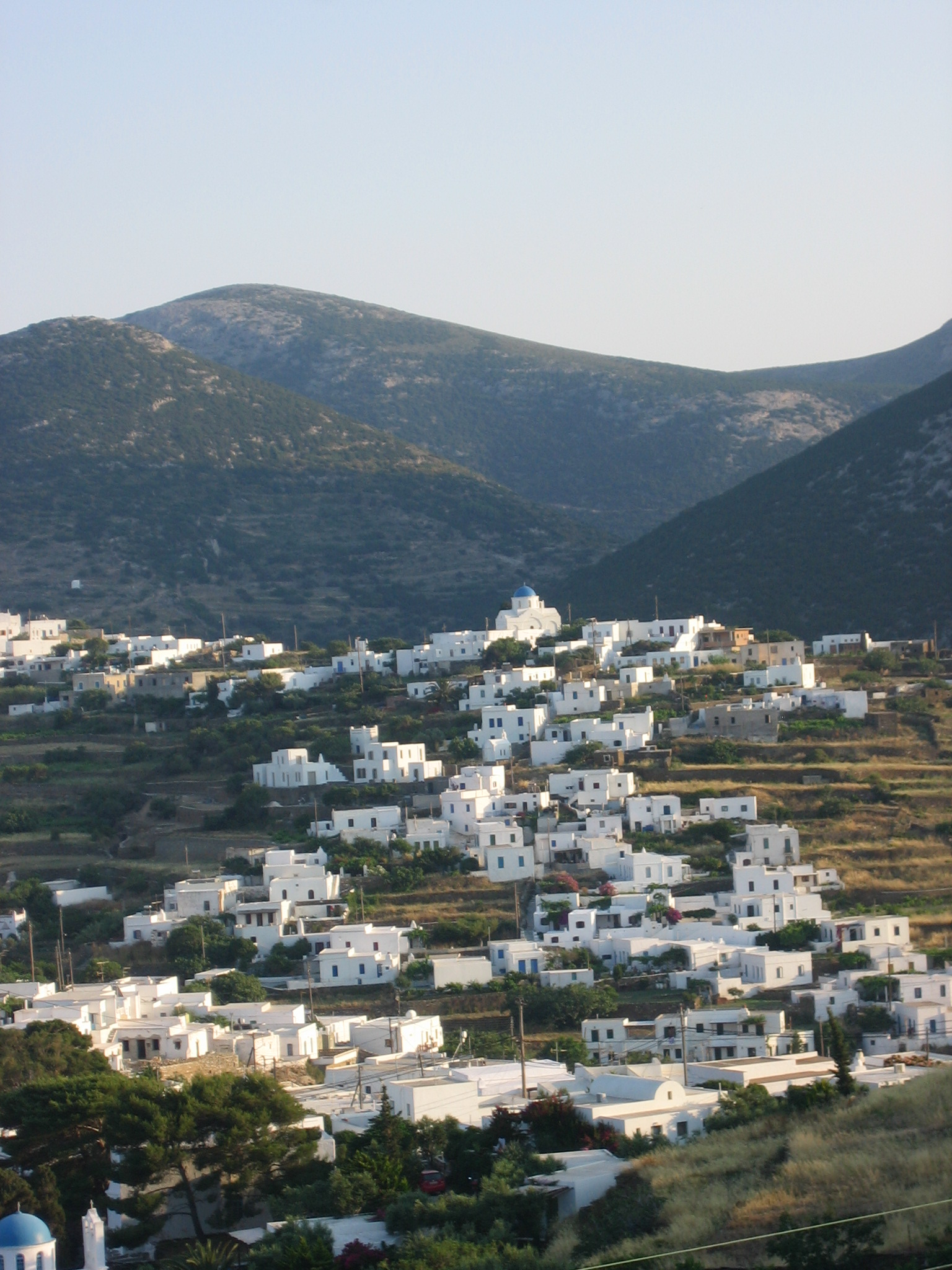
Vista del pueblo de Apolonia.

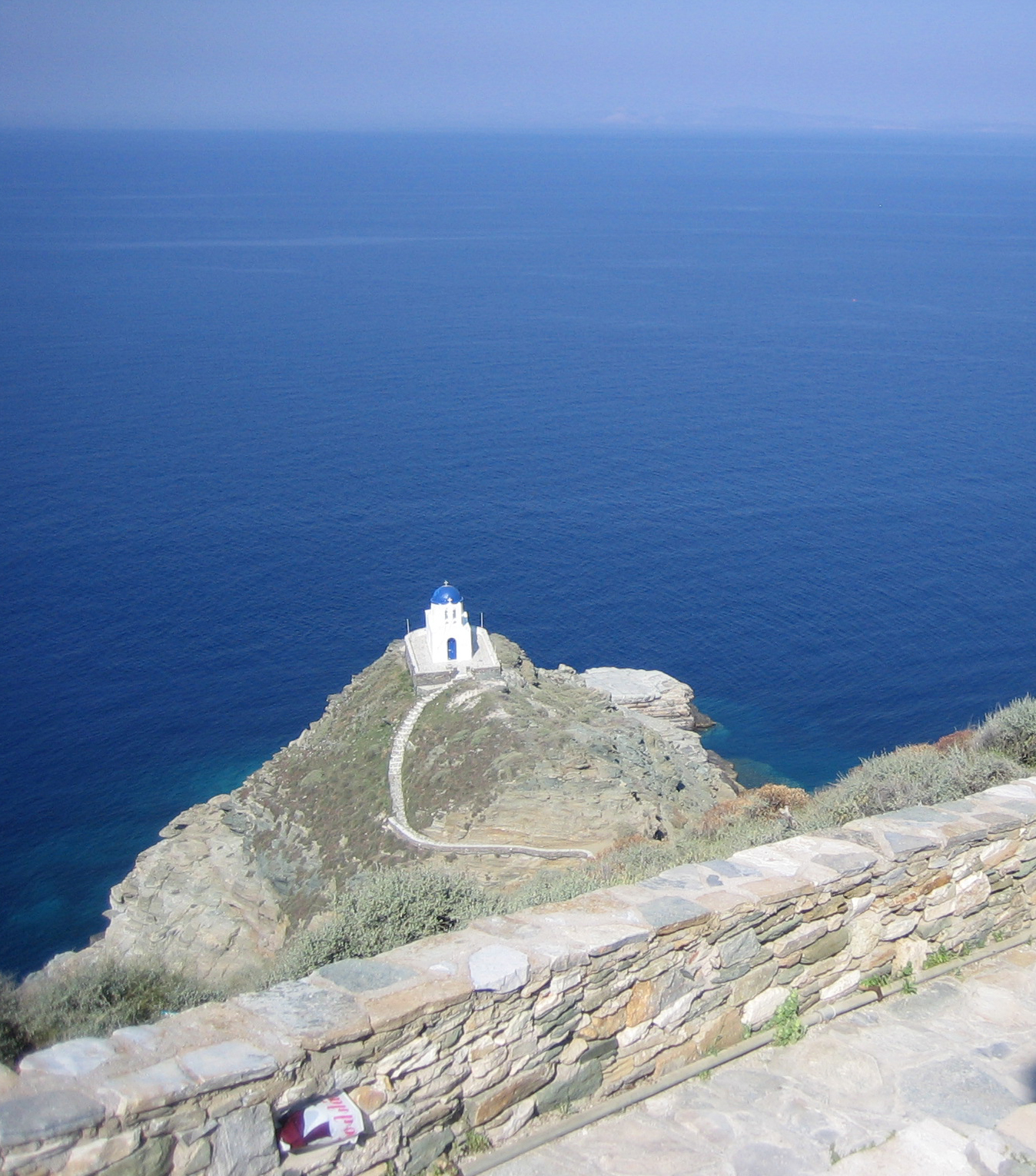
Una capilla en una colina cerca Kastro.

Sifnos se sitúa en la parte occidental menos turística de las Cícladas entre las islas de Serifos y Milo y está localizada al oeste de Delos y Paros. Está a 130 km (80 millas náuticas) del Pireo. Mide 15 km de largo por 7,5 km de ancho. A la isla se llega en los ferris de la línea Pireo-Citnos-Serifos-Sifnos-Milo-Kimolos. 
Sifnos era muy rica en la Antigüedad, gracias a sus minas de oro y plata. Prueba de ello, es el tesoro que los sifnios construyeron en Delfos en el siglo VI a. C..
Debido a la fisiología de la isla (ricas vetas de arcilla, tiempo soleado y suaves temperaturas) Sifnos ha sido tradicionalmente la capital de la cerámica del Egeo. Las antiguas alfarerías se encontraban en las regiones centrales como Artemón y Ano Petali para evitar los ataques piratas.

## Comunidades locales del municipio
- Apolonia
- Artemonas
- Faros
- Kastro
- Platys Gialos
- Sifnos, también llamada Kamares Sifnou
- Vathy
- Chrysopigí
- Kato Petali
- Kitrianí
- Agia Marina
- Jerrónisos
- Trulaki

## Historia
Plinio el Viejo dice que su nombre original fue Merope. Fue colonizada por los jonios de Atenas y recibió el nombre de Sifnos, el hijo de Sunios. 
En tiempos de Polícrates de Samos era considerada la isla más rica de las islas del mar Egeo. Una décima parte de su riqueza la depositaban en Delfos. Sus edificios públicos eran decorados con mármol de Paros. 
A finales del siglo VI a. C. fue invadida por exiliados de Samos, atraídos por su riqueza, y que obtuvieron un rescate de 100 talentos. En el 480 a. C. rechazaron pagar tributo a Jerjes I y enviaron un barco a Salamina. Después fueron miembros de la confederación de Delos y pagaban un tributo anual de 3600 dracmas. 
Las minas se comenzaron a agotar y dejaron de enviar la décima parte a Delfos; supuestamente como castigo de los dioses una inundación del mar (un tsunami seguramente) destruyó las minas.
En tiempos de Estrabón eran tan pobres que se usaba la expresión proverbial «la taba de Sifnos».
Las copas de piedra y otra cerámica de la isla eran muy conocidas y famosas.
La capital de la isla era la ciudad del mismo nombre en la costa este, y había otras dos ciudades llamadas Apolonia y Minoa (según Esteban de Bizancio). La moderna ciudad de Sifnos tiene al lado las ruinas de la vieja, formadas por restos de la muralla y fragmentos de mármol. 

### Tesoro de los sifnios
El tesoro de los sifnios era el más suntuoso del santuario de Delfos. De estilo jónico y construido enteramente con mármol de Paros, tenía en su frente dos cariátides en lugar de columnas y estaba adornado con dos frontones y un largo friso esculpido con representaciones de episodios mitológicos.
Como se desprende de pasajes de Heródoto y de Pausanias, este tesoro lo erigieron los habitantes de Sifnos en el 525 a. C. (o quizá algunos años antes, como ha indicado la norteamericana Richter en su estudio de los kuroí) con los diezmos de las minas de oro de la isla.
Es el monumento mejor datado del periodo arcaico, lo mismo que sus esculturas.